# هلگورد ملا محمد
هلکورد ملا محمد (عربی: هلكورد ملا محمد طاهر زيباري؛ زاده ۱۱ مارس ۱۹۸۸) یک بازیکن فوتبال اهل عراق است.
وی همچنین در تیم ملی فوتبال عراق بازی کرده است.